# Иванов, Алексей Александрович (генерал)
Алексей Александрович Иванов (1936—2019) — советский генерал-лейтенант. Первый заместитель командующего Инженерных войск СССР (1987—1991).

## Биография
Родился 1949 году в деревне Уварово (ныне — Смоленской области) в крестьянской семье.
В 1957 году окончил с отличием Московское Краснознамённое военно-инженерное училище. С 1957 по 1964 годы командовал взводом и ротой 23-го отдельного инженерно-сапёрного батальона 40-й мотострелковой дивизии 5-й общевойсковой армии. С 1969 года после окончания Военно-инженерной академии им. В. В. Куйбышева назначен начальником инженерной службы 45-й гвардейской мотострелковой дивизии. С 1971 года — начальник инженерной службы 30-го гвардейского армейского корпуса.
С 1976 года после окончания ВАК при ВИА им. В. В. Куйбышева назначен начальником штаба инженерных войск, с 1978 по 1979 годы — начальник инженерных войск Центральной группы войск. С 1981 года после окончания Военной академии Генерального штаба Вооружённых Сил СССР имени К. Е. Ворошилова назначен начальником инженерных войск Закавказского военного округа. С 1984 по 1987 годы — начальник инженерных войск Южной группы войск.
В 1987 году произведён в генерал-лейтенанты. С 1987 по 1991 годы — первый заместитель начальника (командующего) Инженерных войск СССР.
Умер 23 августа 2019 года в Москве.

## Награды
- Орден Красной Звезды
- Орден «За службу Родине в Вооружённых Силах СССР»
- Грамота Президиума Верховного Совета СССР